# Reakcyjne podziemie

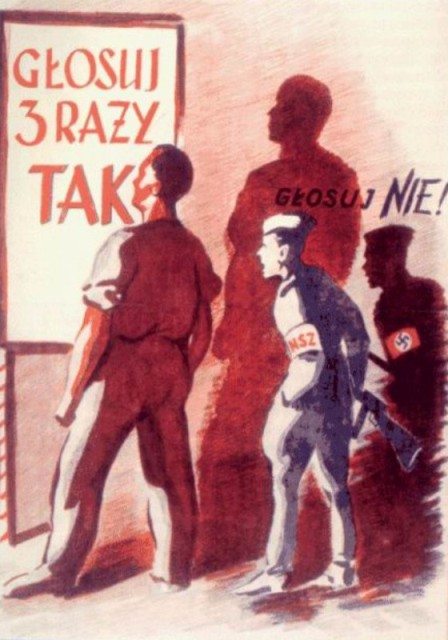
Plakat z okresu referendum ludowego przedstawiający żołnierza Narodowych Sił Zbrojnych, jako kolaboranta nazistowskiego, namawiającego do głosowania na NIE w referendum

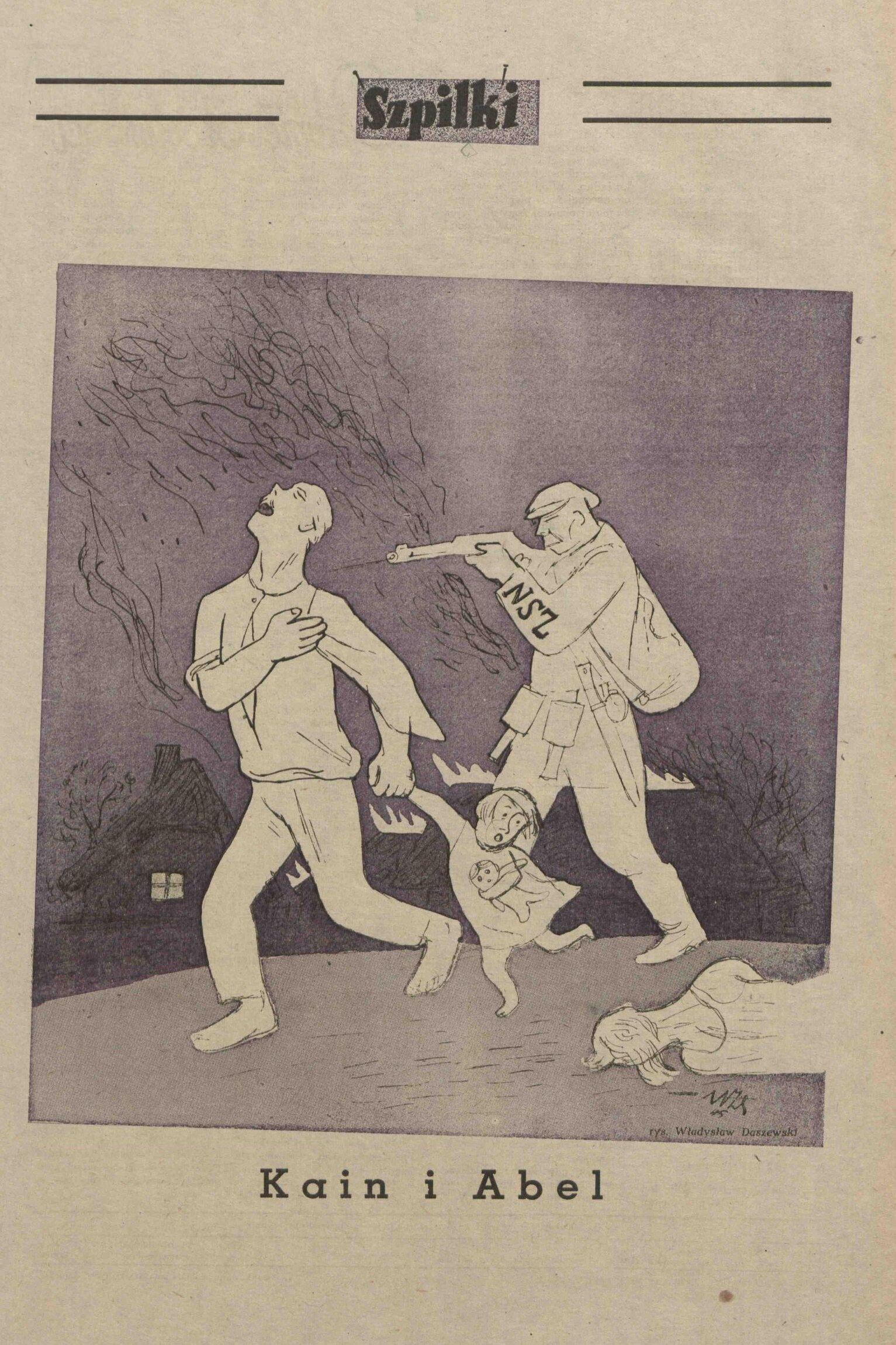
Ilustracja z czasopisma karykaturalnego „Szpilki”, przedstawiająca partyzanta Narodowych Sił Zbrojnych jako bratobójczego mordercę ludności cywilnej, rok 1945

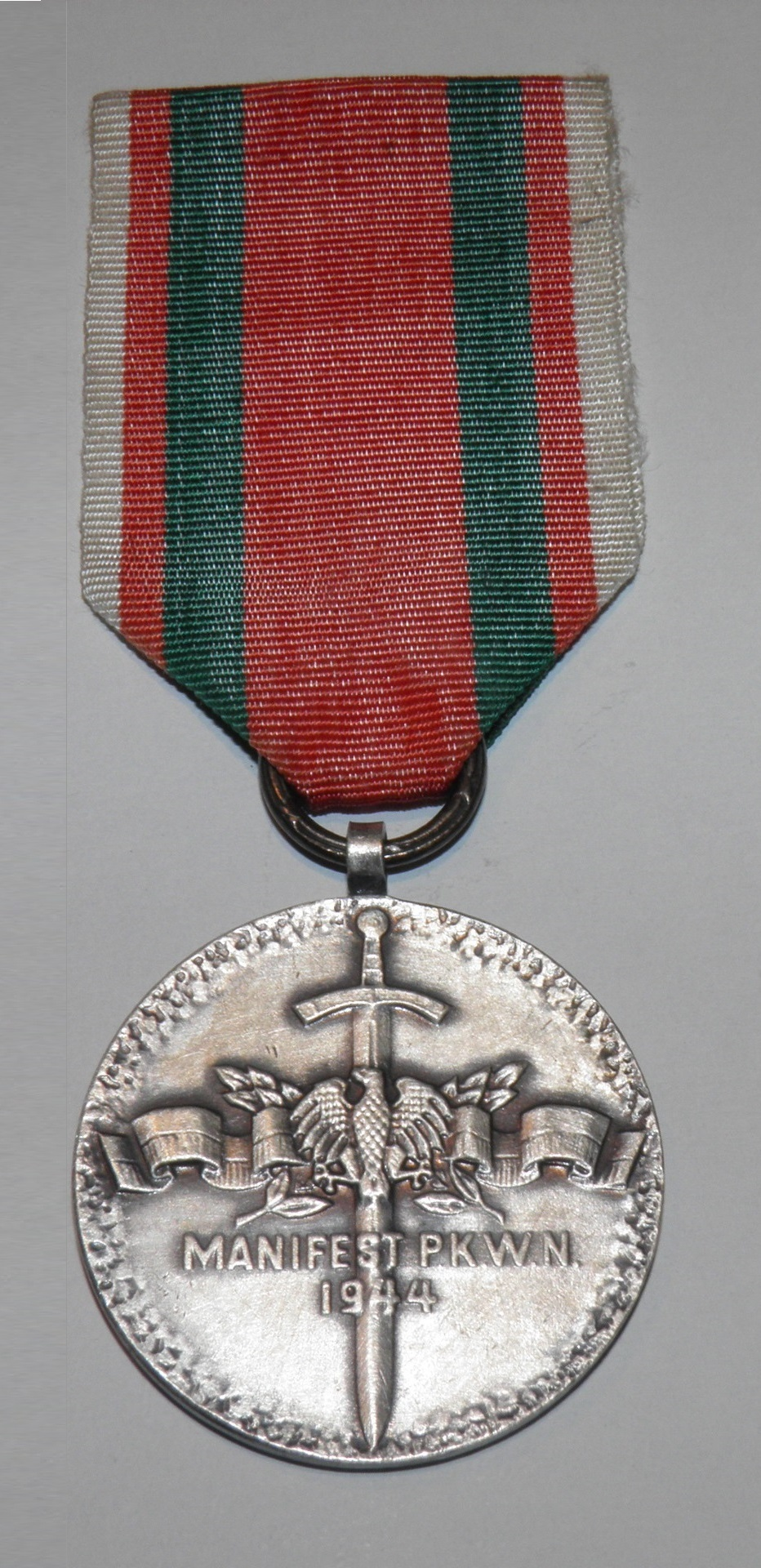
Medal za udział w walkach w obronie władzy ludowej nadawany uczestnikom walk z podziemiem reakcyjnym

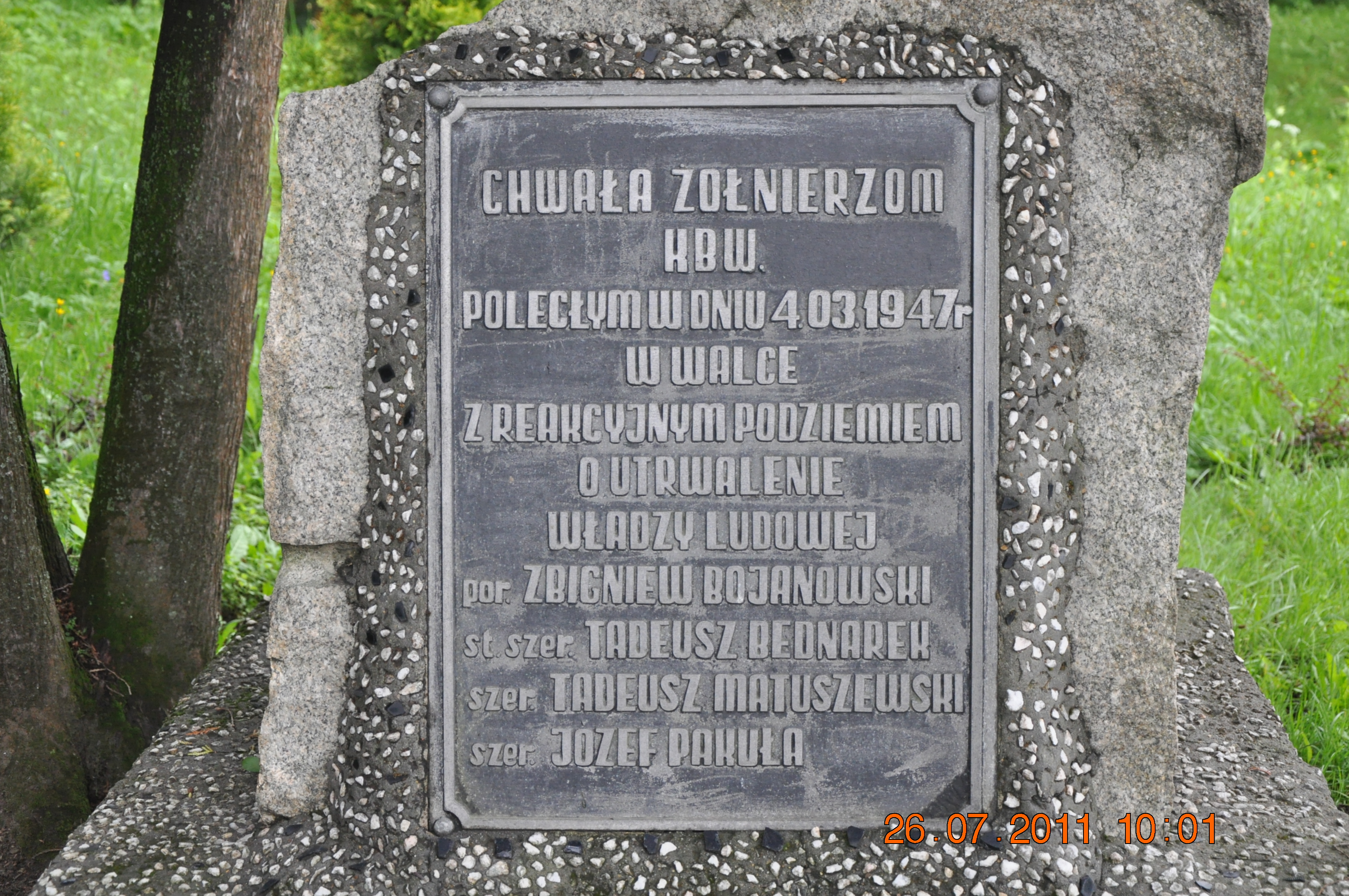
Tablica z Birczy upamiętniająca walki KBW z reakcyjnym podziemiem

Reakcyjne podziemie – propagandowe określenie używane w okresie Polski Ludowej wobec wszystkich ugrupowań stawiających opór sowietyzacji Polski i podporządkowaniu jej Związkowi Radzieckiemu, występujących przeciw władzy Polskiej Partii Robotniczej (PPR) i ugrupowań satelickich w latach 1944–1948. 
Początkowo wysunęły one hasło bojkotu wszelkich zarządzeń PKWN, a później Rządu Tymczasowego, występowały przeciw głosowaniu „trzy razy tak” w referendum ludowym. Przez propagandę władzy charakteryzowane były jako grupy uzbrojonych ludzi oparte na elemencie zacofanym, ciemnym, operującym prymitywnie sformułowanymi hasłami nacjonalistyczno-religijnymi, uprawiające terror. Mianem tym określano polskie organizacje: Zrzeszenie „Wolność i Niezawisłość” (WiN), Narodowe Siły Zbrojne (NSZ), Narodowe Zjednoczenie Wojskowe (NZW), Armia Krajowa (AK), Ruch Oporu Armii Krajowej, Konspiracyjne Wojsko Polskie i inne – ale też Ukraińską Powstańczą Armię (UPA) i niemiecki Werwolf.
Równolegle z podziemiem, często współpracując z nim, działały tajne organizacje polityczne (np. Stronnictwo Narodowe, Polskie Stronnictwo Demokratyczne, niezależna PPS). W marcu 1946 r. powstał Komitet Porozumiewawczy Organizacji Polski Podziemnej. Weszły doń: SN, PSD, niezależna PPS, WiN i Stronnictwo Niezawisłości Narodowej. Pod koniec 1946 r. Komitet Porozumiewawczy zlikwidowały organy bezpieczeństwa publicznego.

## Tło polityczne
Ocena tendencji politycznej przeważającej w Polskim Państwie Podziemnym u kresu II wojny światowej jako „reakcyjnej” nie była ograniczona do komunistów. W raporcie z 10 marca 1944 dla dowódcy AK gen. Tadeusza Komorowskiego i szefa sztabu gen. Tadeusza Pełczyńskiego szef Biura Informacji i Propagandy płk Jan Rzepecki pisał: 

(…) wartość [kadry oficerskiej] obniża (…) poważnie brak zrozumienia zjawisk społecznych i politycznych i wyraźnie lewicowych tendencji rozwojowych społeczeństwa polskiego. Tylko znikomy procent kadry stanowi pod tym względem wyjątek. Reszta jest teoretycznie „apolityczna”, a w rzeczywistości bez ideologii bądź nastrojona konserwatywnie, bądź wreszcie o światopoglądzie wręcz reakcyjnym. Ta kadra w swej większości słabo nadaje się na rewolucyjno-powstańczych dowódców, którzy muszą być zarazem przywódcami walczących w AK rzesz chłopskich i robotniczych. (…) Dla niedołężnych przywódców pozostanie pogarda lub nawet nienawiść i … latarnia. (…) 
[W przypadku wojny domowej] AK przypadłaby rola obrońcy klas posiadających. (…) 
Trzeba zdać sobie sprawę z tego, że rewoltę pepeerowską mogą rozbić tylko lewicowe masowe ruchy społeczne, a nie mięczakowate mieszczaństwo lub synkowie rodzin nawet o wspaniałych rycerskich tradycjach. (…) Bez względu na ewentualne przemiany w zespołach politycznych absolutnie konieczne jest poprawienie stanu duchowego AK, a w szczególności jej zacofanej kadry. Pierwszym tego krokiem powinno być osobiste energiczne oddziaływanie na wyższych dowódców dla wpojenia im światopoglądu harmonizującego z epoką i rewolucyjno-powstańczymi zadaniami AK (…)

Podobną opinię o orientacji politycznej AK wyraził w spisanych po wojnie wspomnieniach okręgowy delegat rządu w Krakowie Jan Jakóbiec (1876–1955): 

Nie ulega wątpliwości, że wojsko chciało mieć wpływ na życie społeczne i polityczne tak jak przed wrześniem, że w szczególności chciało się przeciwstawić lewicowym tendencjom mającym na celu gwałtowne przeprowadzenie reform społecznych. Takie tendencje sprawiły, że AK zyskała sobie w niektórych sferach społecznych określenie „wojska pańskiego”.

Rzepecki, który kierował od maja do sierpnia 1945 Delegaturą Sił Zbrojnych na Kraj, wydał niedługo przed jej rozwiązaniem, 24 lipca 1945, odezwę do byłych żołnierzy AK, wzywając ich do złożenia broni i udziału w odbudowie kraju. W odezwie tej przestrzegał przed agitacją na rzecz zbrojnego oporu i wskazywał na jej źródła społeczne: 

Z tej drogi nie dajcie się zepchnąć ani tym, którzy was do dzieła odbudowy nie chcą dopuścić [tj. komunistom], ani tym, którzy we własnym, ciasnym, grupowym, często społecznie reakcyjnym interesie, chcą was od niego odciągnąć i skłonić do jego bojkotu. Nie dawajcie posłuchu namawiającym was do jałowego szkodnictwa, do tworzenia zbrojnych oddziałów, do destrukcyjnego bandytyzmu politycznego, zwalczajcie psychozę dezercji z wojska i agitację za dezercją. Są to działania nieodpowiedzialne, warcholskie, społecznie i politycznie szkodliwe i całkowicie sprzeczne z konstruktywną zawsze postawą Polski Podziemnej.

Deklaracja programowa I Zarządu Głównego (ZG) WiN z Rzepeckim na czele, ogłoszona 15 września 1945, rzuciła w obliczu narastającej polaryzacji między komunistami a obozem narodowym hasło walki o wolne wybory, próbując wytrącić komunistom z ręki ich propagandowe atuty. W ocenie Krystyny Kersten z jednej strony działalność I ZG WiN „burzy mit »reakcyjnego podziemia«”, z drugiej jednak z uwagi na wpływ konfrontacyjnej agitacji obozu narodowo-katolickiego nawet unikając aresztowania „Rzepecki znalazłby się rychło w pozycji kapitana sterowanego przez swój okręt”. 

Nadrzędne prawo wolnego obywatela – prawo zrzeszania się – musi być realizowane w postaci tajnej, albowiem wszelkie próby naruszenia dyktatury [PPR] są paraliżowane przez czynniki rządowe i określane jako działalność rozłamowa bądź reakcyjna, choć nie ma ona nic wspólnego z opartą na błędnych założeniach działalnością antydemokratycznych ugrupowań skrajnych [podziemia antykomunistycznego].

Plakat propagandowy Włodzimierza Zakrzewskiego, opublikowany w lutym 1945 przez Główny Zarząd Polityczny Wojska Polskiego, spopularyzował w odniesieniu do antykomunistycznego podziemia zbrojnego pogardliwą personifikację „zapluty karzeł reakcji”. Źródłem karykaturalnego określenia „zapluty karzeł” była mowa marszałka Józefa Piłsudskiego na okoliczność rezygnacji ze służby państwowej w lipcu 1923, w której skrytykował Narodową Demokrację za ataki i insynuacje wobec jego polityki, w tym za oskarżenia o sprzyjanie bolszewikom.

## Tło społeczno-gospodarcze
Osią głębokich przemian realizowanych w ramach ustanawiania ustroju komunistycznego w latach 1944–1956 była reforma rolna, która zakończyła w Polsce okres gospodarki folwarcznej i stosunków społecznych opartych na hierarchii stanowej. Ta część podziemia, która nie zdecydowała się na ujawnienie, lecz kontynuowała walkę zbrojną przeciw wspieranym militarnie z Moskwy rządom komunistów, opowiedziała się w praktyce przeciwko zerwaniu z dotychczasowym porządkiem społecznym.
Konspiracja spod znaku ZWZ–AK i WiN utrzymywała bliskie związki z ziemiaństwem, które stanowiło dla niej zaplecze materialne i logistyczne w okresie okupacji niemieckiej. Działalność ZWZ–AK była finansowana przez ziemiaństwo w ramach akcji „Uprawa”, która w zamierzeniu tej warstwy realizowała cel samoobrony. Władze niemieckie dążyły do utrzymania hierarchii społecznej i zakładając wrogość ziemian wobec komunistów tolerowały potajemne wspieranie przez nich AK. Zdarzało się, że zwracały majątki objęte zarządem przymusowym w ręce zadłużonych właścicieli. Folwarki dostarczały żołnierzom konspiracji kryjówek i fikcyjnych miejsc zatrudnienia. Według relacji Jana Grzegorza Jędrzejowicza, oficera wywiadu AK i przedstawiciela najbogatszej rodziny ziemiańskiej z okolic Rzeszowa, reforma rolna doprowadziła tam do znacznego osłabienia terenowych struktur WiN. Na Rzeszowszczyźnie szczególną intensywność osiągnął też biały terror bojówek antykomunistycznego podziemia wobec cywilnych komisarzy reformy rolnej.

## Odniesienia w propagandzie
Filmy fabularne z okresu PRL o walce „władzy ludowej” z „podziemiem reakcyjnym”:
- Akcja Brutus
- Ogniomistrz Kaleń
- Wilcze echa
- Raj na ziemi
- Powrót doktora von Kniprode. Na wilczym tropie
- Sam pośród swoich
- Wszyscy i nikt
- Cień
- Ciemna rzeka
- Nagrody i odznaczenia
- Znikąd donikąd.